# Leptoteleia annarum
Leptoteleia annarum är en stekelart som beskrevs av Lubomir Masner 1978. Leptoteleia annarum ingår i släktet Leptoteleia och familjen Scelionidae. Inga underarter finns listade i Catalogue of Life.